# Scharlachroter Salbei
Der Scharlachrote Salbei (Salvia coccinea), auch Blut-Salbei genannt, ist eine Pflanzenart aus der Gattung Salbei (Salvia) innerhalb der Familie der Lippenblütler (Lamiaceae). Die ausdauernde krautige Pflanze ist im subtropischen und tropischen Amerika, d. h. von den südöstlichen USA über Mittelamerika, den Karibischen Inseln und dem tropischen Südamerika bis in den Norden Argentiniens weitverbreitet. In vielen anderen frostfreien Weltregionen ist sie ein Neophyt. Als nicht winterharte Zierpflanze wird sie im gemäßigten Klima Europas meist wie eine einjährige Pflanze kultiviert.

## Beschreibung

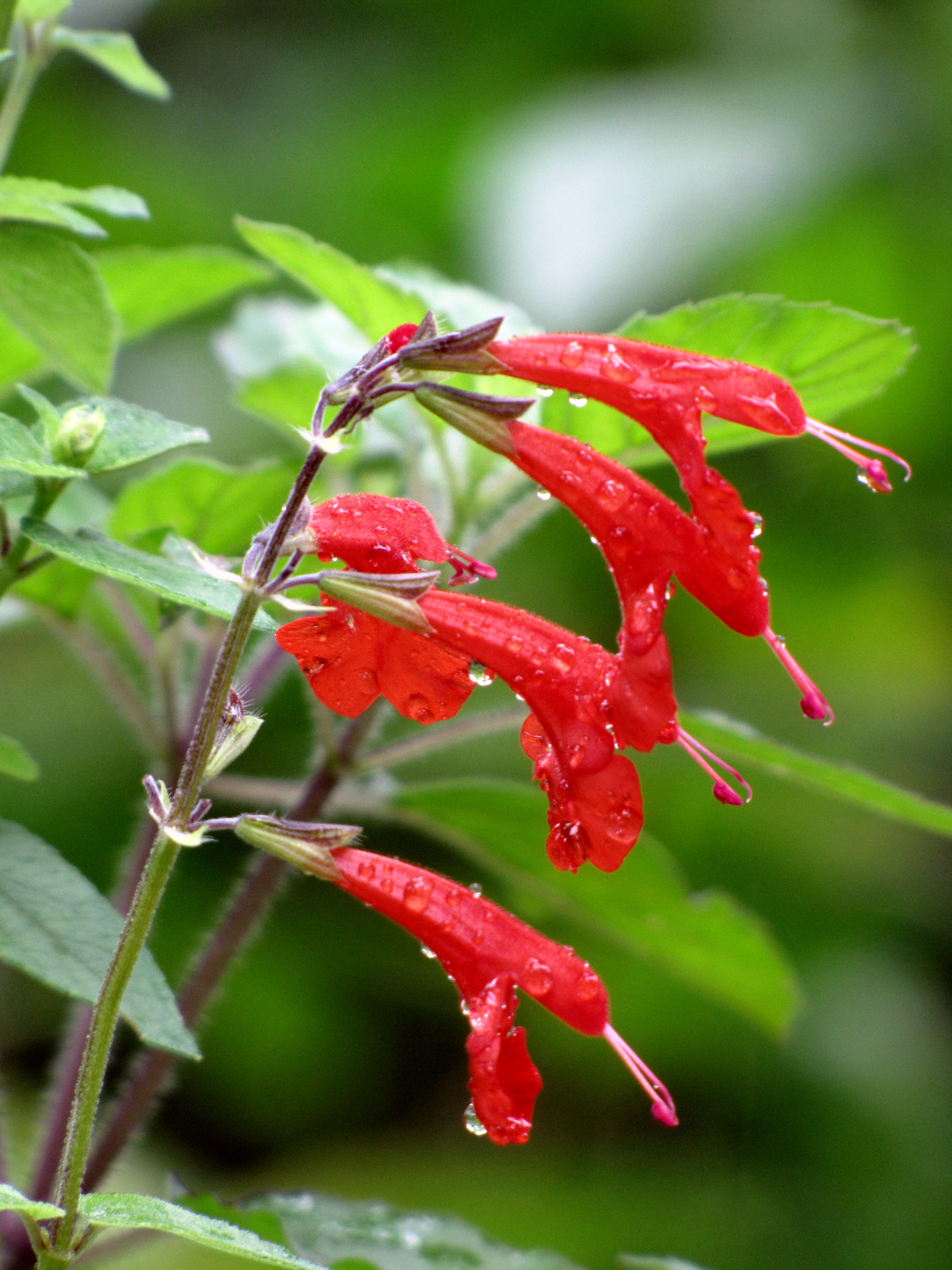
Blüte des Scharlachroten Salbeis

### Vegetative Merkmale
Der Scharlachrote Salbei wächst als ausdauernde krautige Pflanze  oder  Halbstrauch mit zahlreichen aufrechten, 50–120 cm langen, locker verzweigten Stängeln. Diese sind mit 3–5 langen, gerade gespreizten Trichomen fein behaart. Die einfachen, gestielten, 3–6 cm langen und 1–3,5 cm breiten, unterseits filzig behaarten, oberseits glänzend grünen, spitzen Laubblätter sind mehr oder weniger dreieckig mit schwach gekerbtem bis gesägtem Spreitenrand und meist herzförmigem Grund.

### Generative Merkmale
Der endständige oder seitenständige, 10–25 cm lange Blütenstand ist eine aufrechte, lockere Traube mit Scheinquirlen im Abstand von 1–2,5 cm, jeweils aus jeweils 2–8 gestielten Blüten mit doppelter Blütenhülle. Die lanzettlichen, 3–6 mm langen und etwa 2 mm breiten Hüllblätter fallen frühzeitig ab. Der verwachsene, zweilippige, glocken- oder röhrenförmige, 7–10 mm lange und 3–5 mm breite, grüne bis purpurn überlaufene Blütenkelch ist außen filzig behaart. Die 20–30 mm lange, orangerote Blütenkrone ist zu einer etwa 18 mm langen Blütenröhre verwachsen und endet zweilippig. Die 4–8 mm lange, seitlich gewölbte obere Kronlippe ist gerade nach vorn gestreckt und wird von den Staubblättern und dem Griffel deutlich überragt. Fast im rechten Winkel dazu steht die dreilappige, 10–13 mm lange untere Kronlippe. In Mitteleuropa erstreckt sich die Blütezeit etwa von Juni bis zum ersten Frost im Oktober. Es werden 2,5 mm lange, schmal eiförmige, glatte, braune Klausenfrüchte gebildet, die von Wind und Regen verbreitet werden.

### Chromosomensatz
Die Chromosomengrundzahl ist x = 11. Es liegt Diploidie vor, also 2n = 22.

## Ökologie
Die Blüten des Scharlachroten Salbeis besitzen sowohl ornithophile als auch melittophile Eigenschaften, gelten aber als vorwiegend ornithophil. Sie sind insbesondere für Kolibris attraktiv, ziehen aber auch Schmetterlinge, Bienen und andere Insekten an.

## Vorkommen
Der Scharlachrote Salbei ist im subtropischen und tropischen Amerika von den südöstlichen USA über Mittelamerika, den Karibischen Inseln und dem tropischen Südamerika bis in den Norden Argentiniens  beheimatet, wo es mäßig trocken bis feucht und ganzjährig frostfrei ist. Am natürlichen Standort besiedelt die Pflanze Waldränder und lichte Trockenwälder auf lockeren, humusbedeckten Mineralböden. In vielen anderen frostfreien Weltregionen gilt sie als eingebürgert, beispielsweise auf den Kanarischen Inseln und Madeira, in Südafrika, Äthiopien, Kenia, Indien, im südöstlichen China und Australien.

## Verwendung
Der Scharlachrote Salbei eignet sich gut als Zierpflanze für geschützte, sonnige Plätze in Blumenkübeln und bunt gemischten Sommerrabatten, beispielsweise in Kombination mit Leberbalsam und Mittagsgold. Die Pflanze benötigt viel Wärme und durchlässige, nährstoff- und humusreiche Gartenerde. Sie verträgt zeitweilige Trockenheit. Als Winterhärte wird meist −4 °C (Zone 9b) oder −1 °C (Zone 10a) angegeben. Der Salbei kann wie eine einjährige Pflanze verwendet werden, lässt sich aber auch in Form von Stecklingen in einem hellen, frostfreien Raum überwintern. Im Gartenbau werden statt der Wildform meist Sorten verwendet, beispielsweise 'Brenthurst' (rosa Blüten), 'Coral Nymph' (kompakter Wuchs, weiße Kronröhre und obere Kronlippe, rosa untere Kronlippe rosa), 'Lady in Red' (kompakter Wuchs, hellrote Blüten) und 'Snow Nymph' (weiße Blüten).

## Systematik
Die Erstveröffentlichung von Salvia coccinea erfolgte 1777 durch Andreas Ernst Etlinger in Commentatio Botanico-Medica de Salvia, S. 23. Der artspezifische Namensteil coccinea bedeutet „scharlachfarbig, orangerot“. Synonyme sind  Salvia pseudococcinea Jacq. (1789), Salvia rosea Vahl (1804), Salvia glaucescens Pohl (1833), Salvia filamentosa Tausch (1842), Salvia galeottii M.Martens (1844), Salvia mollissima M.Martens & Galeotti (1844) und Salvia superba Vilm. (1863). Salvia coccinea wird der Salvia-Untergattung Calosphace zugeordnet. Diese besteht aus fast 500 in Amerika beheimateten Arten, mit Zentren der Artenvielfalt in Mexiko, in der Andenregion, im Süden Brasiliens und in Argentinien.